# Don Juan's Reckless Daughter
Don Juan's Reckless Daughter é o nono álbum de estúdio e primeiro álbum duplo da cantora e compositora canadense Joni Mitchell, lançado em 13 de dezembro de 1977, por intermédio da Asylum Records.

## Lista de faixas
Todas as faixas escritas e compostas por Joni Mitchell, exceto onde escrito. 
| Lado A |                            |         |  |
| N.º    | Título                     | Duração |  |
| 1.     | "Overture - Cotton Avenue" | 6:41    |  |
| 2.     | "Talk to Me"               | 3:45    |  |
| 3.     | "Jericho"                  | 3:22    |  |

| Lado B |                  |         |  |
| N.º    | Título           | Duração |  |
| 1.     | "Paprika Plains" | 16:21   |  |

| Lado C |                    |                                                                                     |         |  |
| N.º    | Título             | Compositor(es)                                                                      | Duração |  |
| 1.     | "Otis and Marlena" |                                                                                     | 4:09    |  |
| 2.     | "The Tenth World"  | Joni Mitchell, Don Alias, Manolo Badrena, Alex Acuña, Airto Moreira, Jaco Pastorius | 6:45    |  |
| 3.     | "Dreamland"        |                                                                                     | 4:38    |  |

| Lado D |                                |         |  |
| N.º    | Título                         | Duração |  |
| 1.     | "Don Juan's Reckless Daughter" | 6:36    |  |
| 2.     | "Off Night Backstreet"         | 3:20    |  |
| 3.     | "The Silky Veils of Ardor"     | 4:01    |  |